# Bulgarischer Fußballpokal 2024/25
Der Bulgarische Fußballpokal 2024/25 war die 85. Austragung des Pokalwettbewerbs im Fußball in Bulgarien. Titelverteidiger war Botew Plowdiw.

## Modus
Die Begegnungen wurden mit Ausnahme des Halbfinales in einem Spiel entschieden. Bei unentschiedenem Ausgang gab es eine Verlängerung von zweimal 15 Minuten und gegebenenfalls ein Elfmeterschießen. Im Halbfinale entschied bei Torgleichheit in beiden Spielen zunächst eine Verlängerung und falls erforderlich ein Elfmeterschießen. In den ersten beiden Runden hatten unterklassige Mannschaften Heimrecht.

## Teilnehmer
| Parwa liga (16) | Wtora liga (16) | Regionalcup (16) |
| --- | --- | --- |
| - Arda Kardschali - Beroe Stara Sagora - Botew Plowdiw - FC Botew Wraza - FC Hebar Pasardschik - FC Krumowgrad - Lewski Sofia - Lokomotive Plowdiw - Lokomotive Sofia - Ludogorez Rasgrad - Septemwri Sofia - Slawia Sofia - Spartak Warna - Tscherno More Warna - ZSKA Sofia - ZSKA 1948 Sofia | - Belasiza Petritsch - PFC Dobrudscha Dobritsch - FC Dunaw Russe - SFK Etar Weliko Tarnowo - Fratria Warna - Jantra Gabrowo - FK Lowetsch - Lok Gorna Orjachowiza - Marek Dupniza - Minjor Pernik - PFK Montana - PFK Nessebar - Pirin Blagoewgrad - FK Spartak Plewen - FK Sportist Swoge - Strumska Slawa Radomir | Nordwest Gruppe: - Akademik Schwischtow (III) - Lokomotive Mesdra (III) - Kom-Minyor (III) - OFK Levski 2007 (III) Nordost Gruppe: - FK Aksakowo (III) - Botew Novi Pasar (III) - Tschernolomez Popowo (III) - FK Septemwri Terwel (III) Südwest Gruppe: - FC Kjustendil (III) - Oborischte Panagjurischte (III) - Rilski Sportist Samokow (III) - Wichren Sandanski (III) Südost Gruppe: - Mariza Plowdiw (III) - Rosowa Dolina Kasanlak (III) - Sajana Chaskowo (III) - Tschernomorez Burgas (III) |

## Vorrunde
Teilnehmer: 16 Zweitligisten und 16 Sieger des regionalen Amateurwettbewerbs. Die Auslosung war am 24. September 2024.
| Datum      |                                 | Ergebnis              |                               |
| ---------- | ------------------------------- | --------------------- | ----------------------------- |
| 13.10.2024 | Botew Novi Pasar (III)          | 0:2                   | Fratria Warna (II)            |
| 13.10.2024 | OFK Levski 2007 (III)           | 2:3 n. V.             | FK Sportist Swoge (II)        |
| 13.10.2024 | Akademik Schwischtow (III)      | 1:1 n. V. (2:3 i. E.) | PFK Montana (II)              |
| 13.10.2024 | Rilski Sportist Samokow (III)   | 1:3 n. V.             | FC Dunaw Russe (II)           |
| 13.10.2024 | FK Aksakowo (III)               | 0:4                   | Jantra Gabrowo (II)           |
| 13.10.2024 | Kom-Minyor (III)                | 0:4                   | Pirin Blagoewgrad (II)        |
| 13.10.2024 | FC Kjustendil (III)             | 3:1                   | Marek Dupniza (II)            |
| 13.10.2024 | Tschernolomez Popowo (III)      | 3:0                   | FK Lowetsch (II)              |
| 13.10.2024 | Sajana Chaskowo (III)           | 2:2 n. V. (4:2 i. E.) | Lok Gorna Orjachowiza (II)    |
| 13.10.2024 | Mariza Plowdiw (III)            | 1:2                   | Belasiza Petritsch (II)       |
| 13.10.2024 | Lokomotive Mesdra (III)         | 0:0 n. V. (4:3 i. E.) | PFK Nessebar (II)             |
| 13.10.2024 | Rosowa Dolina Kasanlak (III)    | 2:1                   | Strumska Slawa Radomir (II)   |
| 13.10.2024 | Tschernomorez Burgas (III)      | 2:0                   | SFK Etar Weliko Tarnowo (II)  |
| 13.10.2024 | FK Septemwri Terwel (III)       | 0:3                   | PFC Dobrudscha Dobritsch (II) |
| 13.10.2024 | Wichren Sandanski (III)         | 1:2                   | Minjor Pernik (II)            |
| 13.10.2024 | Oborischte Panagjurischte (III) | 2:1                   | FK Spartak Plewen (II)        |

## 1. Runde
Teilnehmer: Die 16 Sieger der Vorrunde und alle 16 Erstligisten. Die Auslosung erfolgte im Anschluss an die vorige Runde am 24. September 2024.
| Datum      |                                 | Ergebnis                |                          |
| ---------- | ------------------------------- | ----------------------- | ------------------------ |
| 28.10.2024 | Tschernomorez Burgas (III)      | 1:1 n. V. (2:4 i. E.)   | Lokomotive Plowdiw (I)   |
| 29.10.2024 | PFC Dobrudscha Dobritsch(II)    | 0:4                     | ZSKA Sofia (I)           |
| 29.10.2024 | FK Sportist Swoge (II)          | 0:2                     | FC Botew Wraza (I)       |
| 29.10.2024 | Jantra Gabrowo (II)             | 0:1                     | Lokomotive Sofia (I)     |
| 29.10.2024 | Sajana Chaskowo (III)           | 0:4                     | Spartak Warna (I)        |
| 29.10.2024 | Lokomotive Mesdra (III)         | 2:1 n. V.               | Septemwri Sofia (I)      |
| 29.10.2024 | Rosowa Dolina Kasanlak (III)    | 1:2                     | Arda Kardschali (I)      |
| 29.10.2024 | PFK Montana (II)                | 1:3                     | Slawia Sofia (I)         |
| 30.10.2024 | Oborischte Panagjurischte (III) | 0:1                     | FC Krumowgrad (I)        |
| 30.10.2024 | FC Kjustendil (III)             | 0:4                     | Tscherno More Warna (I)  |
| 30.10.2024 | FC Dunaw Russe (II)             | 0:0 n. V. (11:10 i. E.) | FC Hebar Pasardschik (I) |
| 30.10.2024 | Pirin Blagoewgrad (II)          | 0:2 n. V.               | Lewski Sofia (I)         |
| 31.10.2024 | Belasiza Petritsch (II)         | 0:5                     | ZSKA 1948 Sofia (I)      |
| 31.10.2024 | Minjor Pernik (II)              | 0:1                     | Botew Plowdiw (I)        |
| 31.10.2024 | Tschernolomez Popowo (III)      | 0:6                     | Ludogorez Rasgrad (I)    |
| 14.11.2024 | Fratria Warna (II)              | 3:3 n. V. (2:4 i. E.)   | Beroe Stara Sagora (I)   |

## Achtelfinale
Die Auslosung erfolgte am 7. November 2024.
| Datum      |                         | Ergebnis |                        |
| ---------- | ----------------------- | -------- | ---------------------- |
| 13.12.2024 | Lokomotive Mesdra (III) | 0:1      | FC Botew Wraza (I)     |
| 13.12.2024 | Beroe Stara Sagora (I)  | 2:0      | Lokomotive Plowdiw (I) |
| 14.12.2024 | Tscherno More Warna (I) | 1:0      | Slawia Sofia (I)       |
| 14.12.2024 | Lewski Sofia (I)        | 1:0      | FC Dunaw Russe (II)    |
| 15.12.2024 | Lokomotive Sofia (I)    | 1:5      | Botew Plowdiw (I)      |
| 15.12.2024 | Spartak Warna (I)       | 2:3      | ZSKA Sofia (I)         |
| 16.12.2024 | FC Krumowgrad (I)       | 0:2      | Arda Kardschali (I)    |
| 16.12.2024 | ZSKA 1948 Sofia (I)     | 2:3      | Ludogorez Rasgrad (I)  |

## Viertelfinale
Die Auslosung erfolgte am 18. Dezember 2025.
| Datum      |                         | Ergebnis              |                        |
| ---------- | ----------------------- | --------------------- | ---------------------- |
| 25.02.2025 | FC Botew Wraza (I)      | 0:0 n. V. (4:2 i. E.) | Beroe Stara Sagora (I) |
| 26.02.2025 | Tscherno More Warna (I) | 1:0                   | Lewski Sofia (I)       |
| 26.02.2025 | ZSKA Sofia (I)          | 2:1                   | Arda Kardschali (I)    |
| 27.02.2025 | Ludogorez Rasgrad (I)   | 0:0 n. V. (4:2 i. E.) | Botew Plowdiw (I)      |

## Halbfinale
Die Auslosung erfolgte am 27. Februar 2025.
| Datum             |                         | Gesamt |                       | Hinspiel | Rückspiel |
| ----------------- | ----------------------- | ------ | --------------------- | -------- | --------- |
| 09.04./22.04.2025 | Tscherno More Warna (I) | 1:2    | ZSKA Sofia (I)        | 0:0      | 1:2       |
| 10.04./23.04.2025 | FC Botew Wraza (I)      | 0:3    | Ludogorez Rasgrad (I) | 0:1      | 0:2       |

## Finale
| Paarung           | Ludogorez Rasgrad – ZSKA Sofia |
| Ergebnis          | 1:0 (1:0) |
| Datum             | 22. Mai 2025 um 18:00 Uhr |
| Stadion           | Wassil-Lewski-Stadion, Sofia |
| Zuschauer         | 37.455 |
| Schiedsrichter    | Georgi Kabakow (Plowdiw) |
| Tore              | 1:0 Caio Vidal (34.) |
| Ludogorez Rasgrad | Sergio Padt – Son, Edvin Kurtulus, Olivier Verdon, Anton Nedjalkow – Deroy Duarte – Erick Marcus (77. Georgi Russew), Iwajlo Tschotschew (90.+1' Dinis Almeida), Aguibou Camara, Caio Vidal (90.+1' Iwan Jordanow) – Kwadwo Duah (84. Eric Bile) Cheftrainer: Igor Jovićević ( Kroatien)                                              |
| ZSKA Sofia        | Fjodar Lapawuchau – Thibaut Vion, Adrián Lapeña, Lumbardh Dellova, Mica Pinto (75. Sainey Sanyang) – Marcelino Carreazo – Ilian Iliew (70. Matthias Phaeton), Stanislaw Schopow (63. Jonathan Lindseth), James Eto'o (75. Georgi Tschorbadschijski), Olaus Skarsem (70. Zymer Bytyqi) – Ioannis Pittas Cheftrainer: Aleksandar Tomash |
| Gelbe Karten      | Caio Vidal (32.), Olivier Verdon (69.), Sergio Padt (75.), Georgi Russew (77.), Aguibou Camara (90.+6') – Adrián Lapeña (19.) |